# 大丸 (稲城市)
大丸（おおまる）は、東京都稲城市の大字である。郵便番号は206-0801。

## 地理
大丸は稲城市内の北西部に位置し、北側に多摩川を流れ、西側には桜ヶ丘カントリークラブ付近の多摩丘陵まで差し掛かる。また旅客駅であるJR南武線の南多摩駅が所在する他、貨物線区間である武蔵野線（武蔵野南線）も縦断する。当町周辺では、東側に東長沼、南側に向陽台や百村や坂浜と、市内の他の大字と接する他、西側は多摩丘陵を越えて多摩市と、北側は多摩川を越えて府中市とと隣り合う。

### 警察
警察の管轄区域は以下の通りである。
| 番・番地等 | 警察署         | 交番・駐在所 |
| ---------- | -------------- | ------------ |
| 全域       | 多摩中央警察署 | 大丸交番     |

### 地価
住宅地の地価は、2017年（平成29年）1月1日の公示地価によれば、大丸七号791番2の地点で21万2000円/m2となっている。

## 歴史
- 1889年（明治22年）4月1日、大丸村が周辺の他の各村（矢野口・百村・東長沼・坂浜・平尾）と合併して、町村制施行により神奈川県南多摩郡稲城村の成立に併せ、町名（大字）区域新設により大丸を起立する。
- 1943年（昭和18年）7月1日より東京都制以降、1957年（昭和32年）4月1日に町制施行により南多摩郡稲城町の後、1971年（昭和46年）11月1日に市制施行により稲城市となり、同市の中の大字として現在に至る。

（稲城市#歴史も参照）

### 史跡
- 大丸遺跡

## 世帯数と人口
2017年（平成29年）12月1日現在の世帯数と人口は以下の通りである。
| 大字 | 世帯数    | 人口    |
| ---- | --------- | ------- |
| 大丸 | 4,555世帯 | 9,222人 |

## 小・中学校の学区
市立小・中学校に通う場合、学区は以下の通りとなる
| 番地 | 小学校                 | 中学校                 |
| --- | ---------------------- | ---------------------- |
| 13～74番地、76番地、83～121番地、139～144番地 512番地、517～526番地、630番地、636～638番地 642～937番地、1051～1087番地、1090～1141番地 1143～1151番地、1171～1172番地、1174番地 1215～1347番地、1547～2102番地、3000～3031番地 3048～3052番地、3055～3057番地                                               | 稲城市立稲城第三小学校 | 稲城市立稲城第一中学校 |
| 81～82番地、85番地、122～142番地、146～150番地 153～517番地、526～587番地、633番地 639～641番地、938～1050番地、1088～1089番地 1142番地、1156番地、1173番地、1348～1399番地 1404～1546番地、2107～2115番地、2123～2124番地 2135番地、2137～2146番地、2150～2151番地 2207番地、2209～2304番地、3100～3122番地 | 稲城市立稲城第六小学校 | 稲城市立稲城第一中学校 |

## 交通

### 道路
- 東京都道
  - 9号川崎府中線（府中街道・川崎街道）
  - 41号稲城日野線（川崎街道）
    - 両都道は新大丸交差点で接続する。
- 稲城市道[7]　-　地内を通る市道名称として以下が存在する。
  - 旧川崎街道
  - いちょう並木通り
  - 城山通り　-　新大丸交差点で上記の2つの都道と接続する。
  - 水田通り
  - 新田通り
  - 山崎通り

### 鉄道
- JR南武線南多摩駅
- この他にJR武蔵野線の貨物線（武蔵野南線）が、地内の多摩丘陵内のトンネルを通過している。

### バス
- JR南多摩駅（または同駅前・同駅入口）を発着または経由する、京王電鉄バス（京王バス中央・京王バス東・京王バス南）、小田急バス、稲城市コミュニティバス「iバス」[8]の各バスが、府中街道や川崎街道、市道の城山通り等を走行し、行き先である稲城市立病院（同病院を発着する各バスも多い）や、稲城長沼駅・矢野口駅（共に南武線）、聖蹟桜ヶ丘駅（京王線）、稲城駅（京王相模原線）、府中本町駅（南武線・武蔵野線）等の各駅方面へ廻っている。各社バスの行き先についての詳細は「南多摩駅#バス路線」を参照。

## 施設
- 稲城市立稲城第三小学校
- 稲城市立稲城第六小学校

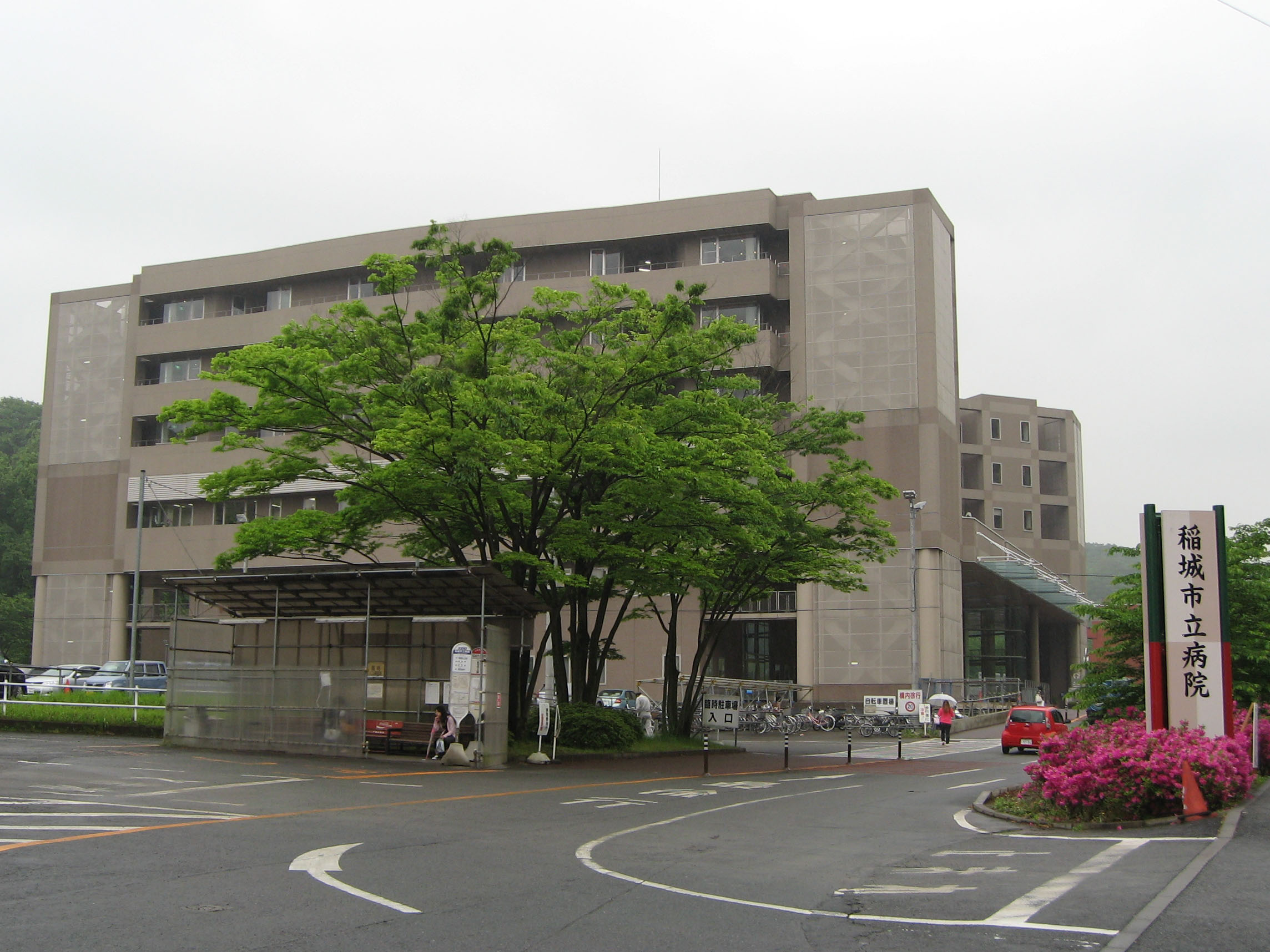
稲城市立病院

  - 地内は上記小学校への通学区域としてそれぞれ分かれている[9][10]。
- 稲城市立第四保育園
- 稲城市立第六保育園
- 稲城市立病院
  - 検診センター
- 警視庁多摩中央警察署大丸交番
- オーエンス健康プラザ（市民室内プール、スポーツジム）

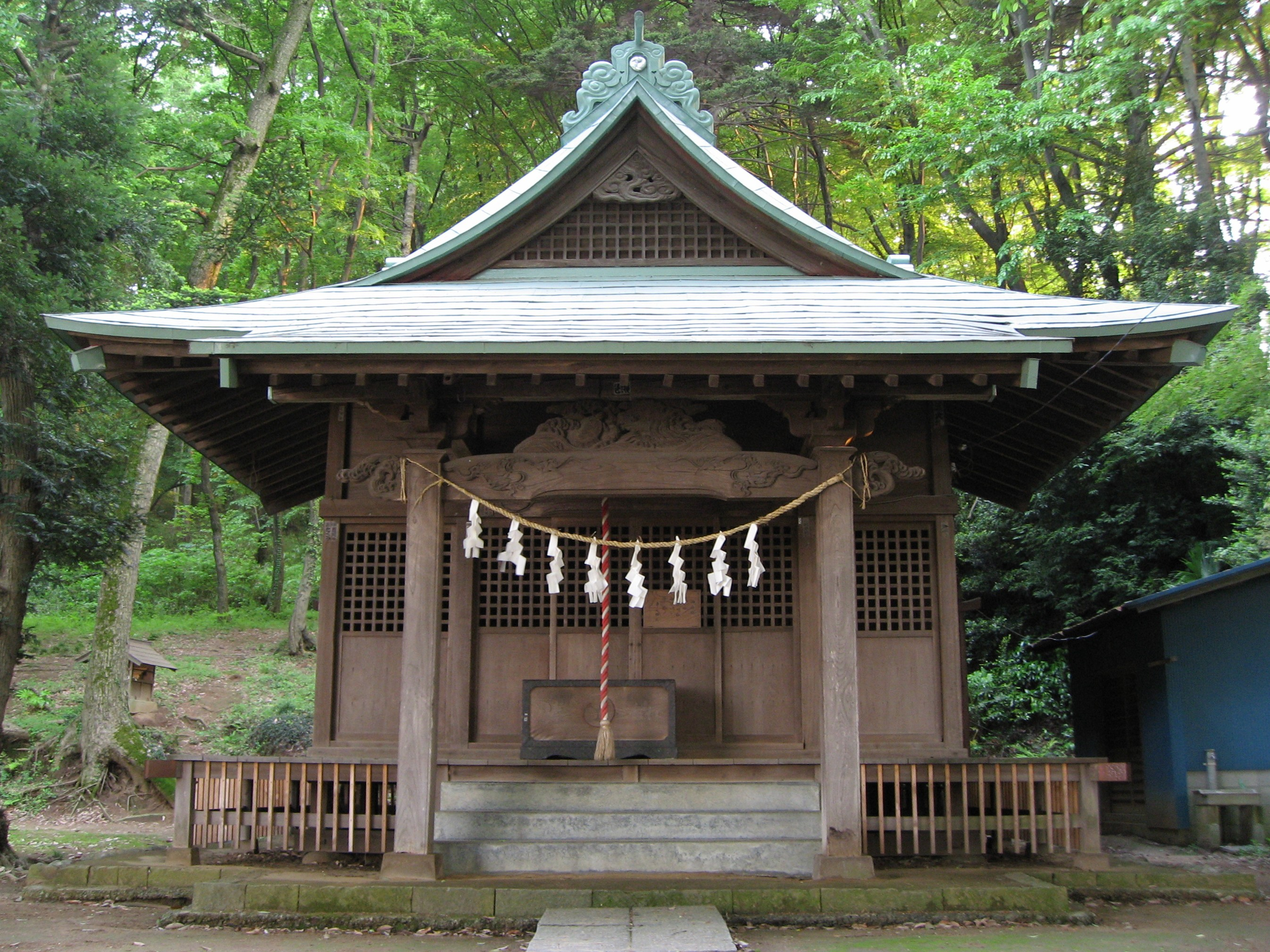
大麻止乃豆乃天神社

- エニタイムフィットネス南多摩店
- ラーメン龍華
- 中華風流苑
- イタリアンオルトラーナ
- パスタ五右衛門
- マクドナルド川崎街道稲城店
- 伝説のステーキ屋稲城店
- キッチンクレソン
- 星野珈琲
- そば処秋月
- なか卯稲城大丸店
- そば篠宮
- ナマステインドレストラン
- 稲城ヨロシク寿司
- まね喜
- 居酒屋ひな
- やきとり山長
- そば京屋
- インド料理ニューデリ
- KIJIダイニングルーム
- 沖縄そば南風
- 遊まる
- のれん
- カレーショップわくわく
- 江川亭 南多摩店
- 大勝軒 五一
- ドラゴンボールラーメン
- 青木屋稲城長沼店
- 南多摩スポーツ広場
- 大丸用水
- 大丸公園
- 山崎公園
- 大丸親水公園

- 大麻止乃豆乃天神社（式内社論社）
- 円照寺
- 普門禅庵